# Javier Suárez
Javier Suárez Bernaldo de Quirós (* 1966 in Madrid) ist ein spanischer Wirtschaftswissenschaftler.
Er studierte Ökonomie an der Universität Complutense und der Universität Carlos III in Madrid und erwarb dort 1994 seinen Doktortitel.
Danach war er als Postdoktorand an der Harvard University (1994) und an der London School of Economics (1994–1996).
Er ist Mitarbeiter des Centre for Economic Policy Research (CEPR), des European Corporate Governance Institute (ECGI) und der Versammlung von Review of Finance. Er ist Wirtschaftsprofessor an der CEMFI (Centro de Estudios Monetarios y Financieros, Zentrum für Monetär- und Finanzstudien).

## Teilbibliographie
- "The need for an emergency bank debt insurance mechanism", CEPR Policy Insight 19, March 2008. (A summary of this piece appeared as VOX column 1013, 2008.)
- "Bringing money markets back to life", VOX column 2411, 2008.
- "Firms' stakeholders and the costs of transparency" (mit A. Almazan und S. Titman), Journal of Economics and Management Strategy, 2008.
- "Social contacts and occupational choice" (mit S. Bentolila und C. Michelacci), Economica.
- "Financial distress, bankruptcy law, and the business cycle" (with O. Sussman), Annals of Finance, 3 (1) (2007), pp. 5–35.
- "Incomplete wage posting" (with C. Michelacci), Journal of Political Economy, 114 (6) (2006), pp. 1098–1123.
- "Loan pricing under Basel capital requirements" (mit R. Repullo), Journal of Financial Intermediation, 13 (4) (2004), 496–521.
- "Venture capital finance: A security design approach" (mit R. Repullo), Review of Finance, 8 (2004), 75–108.
- "Business creation and the stock market" (mit C. Michelacci), Review of Economic Studies, 71 (2) (2004), 459–481.
- "Entrenchment and severance pay in optimal governance structures" (mit A. Almazan), Journal of Finance, 58 (2) (2003), 519–548.
- "Managerial compensation and the market reaction to bank loans" (mit A. Almazan), Review of Financial Studies, 16 (1) (2003), 237–261.
- "Last bank standing: What do I gain if you fail?" (mit E. Perotti), European Economic Review, 46 (09) (2002), 1599–1622.
- "Entrepreneurial moral hazard and bank monitoring: A model of the credit channel" (mit R. Repullo), European Economic Review, 44 (10) (2000), 1931–1950.
- "Financial distress and the business cycle" (mit O. Sussman), Oxford Review of Economic Policy, 15 (3) (1999), 39–51.
- "Risk-taking and the prudential regulation of banks", Investigaciones Económicas, 22 (1998), 307-336. *"Monitoring, liquidation, and security design" (mit R. Repullo), Review of Financial Studies, 11 (1998), 163-187. Reprinted in S. Bhattacharya, A. Boot, and A. Thakor (eds.), Credit, Intermediation, and the Macroeconomy, Oxford University Press, Oxford (2004).
- "Endogenous cycles in a Stiglitz-Weiss economy" (mit O. Sussman), Journal of Economic Theory, 76 (1997), 47-71. Reprinted in B. Biais and M. Pagano (eds.), New Research in Corporate Finance and Banking, Oxford University Press, Oxford (2002).

## Ehrungen/Preis und Stipendien
- Stipendium des CEMFI (1989–1991)
- Preis des CEMFI für Beste Student (1991)
- Vor-doktorstipendium Doktorstipendium des spanischen Bildungsministeriums (1992)
- Stipendium der Stiftung BBVA (1993).

- V Preis der Stiftung Banco Herrero (2006)